# ديلشود ياربكوف
ديلشود ياربكوف (مواليد 1 مايو 1974) هو ملاكم أوزباكستاني، مثّل بلاده في الألعاب الأولمبية الصيفية في دورتي 1996 و2000.

## روابط خارجية
ديلشود ياربكوف على موقع أوليمبيديا (الإنجليزية)